# Occhiali da sole (Diodato)
Occhiali da sole è un singolo del cantautore italiano Diodato, pubblicato il 14 aprile 2023 come terzo estratto dal quinto album in studio Così speciale.

## Video musicale
Il video, diretto da Antonio Diodato e Pier Francesco Cari, è stato pubblicato il 15 maggio 2023 sul canale YouTube del cantautore.